# Neolaparus limbithorax
Neolaparus limbithorax är en tvåvingeart som först beskrevs av Macquart 1846.  Neolaparus limbithorax ingår i släktet Neolaparus och familjen rovflugor. Inga underarter finns listade i Catalogue of Life.